# Liste der Kulturdenkmale in Mielkendorf
In der Liste der Kulturdenkmale in Mielkendorf sind alle Kulturdenkmale der schleswig-holsteinischen Gemeinde Mielkendorf (Kreis Rendsburg-Eckernförde) aufgelistet (Stand: 10. März 2025).

## Legende
In den Spalten befinden sich folgende Informationen:
- Objekt-ID: die Nummer des Kulturdenkmales
- Lage: die Adresse des Kulturdenkmales und die geographischen Koordinaten. Kartenansicht, um Koordinaten zu setzen. In der Kartenansicht sind Kulturdenkmale ohne Koordinaten mit einem roten Marker dargestellt und können in der Karte gesetzt werden. Kulturdenkmale ohne Bild sind mit einem blauen Marker gekennzeichnet, Kulturdenkmale mit Bild mit einem grünen Marker.
- Offizielle Bezeichnung: Bezeichnung des Kulturdenkmales
- Beschreibung: die Beschreibung des Kulturdenkmales
- Bild: ein Bild des Kulturdenkmales

## Bauliche Anlagen
| Objekt-ID | Lage                                                   | Offizielle Bezeichnung           | Beschreibung | Bild            |
| --------- | ------------------------------------------------------ | -------------------------------- | --- | --------------- |
| 7811      | Zur Steinfurther Mühle 1 (54° 17′ 30″ N, 10° 0′ 40″ O) | Wassermühle (Steinfurther Mühle) | Wassermühle; 2. Hälfte 19. Jh., Anfang 20. Jh. aufgestockt; dreigeschossiger gelber Backsteinbau über hohem Kellergeschoss mit gusseisernen Fenstern, Geschossbändern und flachem Satteldach, Balkendecken und innere Holzständerkonstruktion erhalten - Begründung: geschichtlich, Kulturlandschaft prägend - Schutzumfang: gesamtes Objekt - Denkmaltyp: Bauliche Anlage | Fotos hochladen |

## Quelle
- Liste der Kulturdenkmale in Schleswig-Holstein – Kreis Rendsburg-Eckernförde

- Karte mit allen Koordinaten:
- OSM |
- WikiMap